# Stipagrostis sahelica
Stipagrostis sahelica är en gräsart som först beskrevs av Louis Charles Trabut, och fick sitt nu gällande namn av De Winter. Stipagrostis sahelica ingår i släktet Stipagrostis och familjen gräs. Inga underarter finns listade i Catalogue of Life.